# Paul Kläui
Paul Kläui (* 9. November 1908 in Berg am Irchel; † 18. Juli 1964 in Zürich) war ein Schweizer Historiker und langjähriger Präsident der Antiquarischen Gesellschaft in Zürich.

## Leben und Wirken
Kläui besuchte die Kantonsschule in Winterthur und studierte anschliessend an der Universität Zürich Geschichte. 1931 promovierte er bei Karl Meyer. 1940 unterzeichnete er die frontistische Eingabe der Zweihundert.
Im Jahr 1948 habilitierte er sich an der Universität Zürich für mittelalterliche Geschichte. Er wurde 1962 zum Assistenzprofessor für zürcherische Geschichte ernannt. Im Halbamt war er auch als Denkmalpfleger der Stadt Zürich tätig. Ausserdem war er der Präsident der Antiquarischen Gesellschaft in Zürich und publizierte als freischaffender Historiker.
Paul Kläuis fachlicher Schwerpunkt war das zürcherische Mittelalter. Anfänglich bearbeitete er verschiedene Quellenwerke. Dazu kamen Gemeindegeschichten oder Teile von solchen (Obfelden, Horgen, Pfäffikon und Uster). Für Geschichtsinteressierte schuf er auch eine Anleitung zu lokalhistorischer Forschung.
Nach seinem frühen Tod 1964 erwarb Dr. Paul Reimann in Uster seine wissenschaftliche Bibliothek. Durch Schenkung an die Gemeinde Uster legte er den Grundstein zur Paul Kläui-Bibliothek. Sein Bruder Hans Kläui (1906–1992), ebenfalls Historiker und zeitweiliger Frontist, benutzte seinen wissenschaftlichen Nachlass für zahlreiche ortsgeschichtliche Publikationen.

## Werke (Auswahl)
- Die Gerichtsherrschaft Flaach-Volken. Winterthur 1932, DNB 570770920 (Dissertation Universität Zürich, Philosophische Fakultät I, 1932).
- Die Entstehung der Grafschaft Toggenburg. Fehr’sche Buchhandlung, St. Gallen 1937.
- Ortsgeschichte. Eine Einführung. Schulthess, Zürich 1942 (2., überarb. Aufl. ebd. 1956).
- Zürich. Geschichte der Stadt und des Bezirks. H. A. Bosch, Zollikon 1948.
- mit Eduard Imhof: Atlas zur Geschichte des Kantons Zürich. Hrsg. vom Regierungsrat des Kantons Zürich zur 600-Jahr-Feier von Zürichs Eintritt in den Bund der Eidgenossen, 1351–1951. 2., durchgesehene Auflage, Orell Füssli, Zürich 1951.
- Bildung und Auflösung der Grundherrschaft im Lande Uri. Selbstverlag, Wallisellen 1958.
- als Bearbeiter: Freiheitsbriefe, Bundesbriefe, Verkommnisse und Verfassungen, 1231–1815 (= Quellenhefte zur Schweizergeschichte. Heft 1). 6. Aufl., Sabe, Zürich 1974.